# Drapeau du Guyana
Le drapeau du Guyana a été adopté le 26 mai 1966.
Signification : le triangle rouge symbolise l'énergie du peuple, avec le liséré noir qui symbolise la persévérance et le triangle jaune représentant les minerais et le futur avec un liséré blanc pour les rivières, sur fond vert pour les forêts.
Les couleurs sont identiques aux couleurs panafricaines, mais avec une signification différente.
Surnommé la pointe de flèche dorée (Golden Arrowhead en anglais), le drapeau fut créé par Whitney Smith, le créateur de la vexillologie en tant que domaine d'étude.